# Thomas Henry Potts
Thomas Henry Potts (23 de Dezembro de 1824 – 27 de Julho de 1888) foi um naturalista da Nova Zelândia, nascido na Inglaterra. Foi um ornitólogo, entomólogo, e botânico. 
Filho de um fabricante de manufacturas, emigrou para a Nova Zelândia em 1854.
Realizou muitas observações da natureza, descrevendo espécies novas para a ciência, como a gaivota da espécie Larus bulleri e o Kiwi da espécie Apteryx haastii.